# Història marc
Una història marc és la narració que enquadra un altre relat (o diversos), servint de context o de justificació. Hi ha diversos tipus d'història marc
- un marc feble que inclou diversos contes
- un conjunt d'episodis recordats
- narracions col·lectives
- justificació de la versemblança de la història principal
- aparició d'episodis de mise en abyme

El narrador de la història marc pot coincidir o no amb el o els de les històries enquadrades, que al seu torn poden guardar una relació directa o no amb el marc que les conté.
Exemples cèlebres d'obres amb una història marc
- Les mil i una nits
- Decameró
- Els contes de Canterbury
- L'Odissea
- Les Metamorfosis
- Cims borrascosos

Hi ha sèries televisives de ficció que mostren programes ficticis a la seua història. Exemples són:"Sick Sad World" a la sèrie Dària, i "all my circuits" a Futurama.